# Alfredo Simón
Alfredo Simón Cabrera (ur. 8 maja 1981) – dominikański baseballista występujący na pozycji miotacza.

## Minor League Baseball
2 lipca 1999 podpisał kontrakt jako wolny agent z Philadelphia Phillies, jednak pod koniec tego miesiąca został oddany do San Francisco Giants. W listopadzie 2006 ponownie jako wolny agent podpisał umowę z organizacją Texas Rangers. 7 grudnia 2006 przeszedł do Baltimore Orioles na zasadzie Rule 5 draft (draft, do którego przystępują zawodnicy organizacji klubu, niemieszczący się w 40-osobowej kadrze zespołu), jednak tego samego dnia został oddany do Philadelphia Phillies. Przed występami w MLB był zawodnikiem organizacji Texas Rangers i Los Angeles Dodgers, a także grał w Gigantes del Cibao z LIDOM.

## Baltimore Orioles
5 września 2008 podpisał kontrakt jako wolny agent z Baltimore Orioles, w którym zadebiutował dzień później w meczu przeciwko Oakland Athletics jako reliever. Po raz pierwszy jako starter zagrał 23 września 2008 w drugim meczu doubleheader z Tampa Bay Rays. W maju 2009 zmuszony był przejść operację Tommy’ego Johna, a do występów w MLB po rehabilitacji powrócił 27 kwietnia 2010, zaliczając w spotkaniu z New York Yankees pierwszy w karierze save. W sezonie 2010 grał jako reliever, zaś w 2011 w 23 rozegranych meczach w 16 wystąpił jako starter.

## Cincinnati Reds
3 kwietnia 2012 przeszedł do Cincinnati Reds poprzez system transferowy zwany waivers. W 2013 był w składzie reprezentacji Dominikany na turnieju World Baseball Classic, na którym zdobył złoty medal.
Przed rozpoczęciem sezonu 2014 został przesunięty do pięcioosobowej rotacji miotaczy, a w lipcu 2014 po raz pierwszy w karierze zagrał w Meczu Gwiazd zastępując kolegę z zespoły Johnny’ego Cueto. Sezon zakończył z dodatnim bilansem W-L 15–10 przy wskaźniku ERA 3,44.

## Detroit Tigers
W grudniu 2014 w ramach wymiany zawodników przeszedł do Detroit Tigers. 20 sierpnia 2015 w wygranym przez Tigers 4–0 meczu z Texas Rangers, zaliczył pierwszy w MLB complete game shutout. W całym spotkaniu zaliczył pięć strikeoutów i oddał jedno uderzenie.

## Powrót do Cincinnati Reds
17 marca 2016 podpisał roczny kontrakt z Cincinnati Reds.

## Nagrody i wyróżnienia
| Nagroda/wyróżnienie | Lata | Źródło |
| All-Star            | 2014 | [ 7 ]  |